# Meridià 55 a l'oest
El meridià 55 a l'oest de Greenwich és una línia de longitud que s'estén des del pol Nord travessant l'oceà Àrtic, Groenlàndia, Amèrica del Sud, l'oceà Atlàntic, l'oceà Antàrtic, i l'Antàrtida fins al pol Sud.
El meridià 55 a l'oest forma un cercle màxim amb el meridià 125 a l'est. Com tots els altres meridians, la seva longitud correspon a una semicircumferència terrestre, uns 20.003,932 km. Al nivell de l'Equador, és a una distància del meridià de Greenwich de 6.123 km.

## De Pol a Pol
Començant en el pol Nord i dirigint-se cap al pol Sud, aquest meridià travessa:
| Coordenades                             | País, territori o mar  | Notes |
| --------------------------------------- | ---------------------- | --- |
| 90° 0′ N, 55° 0′ O / 90.000°N,55.000°O  | Oceà Àrtic             | |
| 83° 36′ N, 55° 0′ O / 83.600°N,55.000°O | Mar de Lincoln         | |
| 82° 20′ N, 55° 0′ O / 82.333°N,55.000°O | Groenlàndia            | |
| 71° 26′ N, 55° 0′ O / 71.433°N,55.000°O | Badia de Baffin        | |
| 70° 29′ N, 55° 0′ O / 70.483°N,55.000°O | Groenlàndia            | Illa Qeqertarsuatsiaq |
| 70° 24′ N, 55° 0′ O / 70.400°N,55.000°O | Badia de Baffin        | |
| 70° 0′ N, 55° 0′ O / 70.000°N,55.000°O  | Estret de Davis        | Passa a l'oest de l'illa de Disko, Groenlàndia (a 69° 42′ N, 54° 59′ O / 69.700°N,54.983°O)                                                     |
| 60° 0′ N, 55° 0′ O / 60.000°N,55.000°O  | Oceà Atlàntic          | Mar de Labrador Una part sense nom de l'oceà Badia de Notre Dame                                                                                |
| 49° 33′ N, 55° 0′ O / 49.550°N,55.000°O | Canadà                 | Terranova i Labrador — les illes Exploits i l'illa de Terranova                                                                                 |
| 47° 25′ N, 55° 0′ O / 47.417°N,55.000°O | Badia de Fortuna       | |
| 47° 30′ N, 55° 0′ O / 47.500°N,55.000°O | Canadà                 | Terranova i Labrador — Península de Burin a l'illa de Terranova                                                                                 |
| 47° 17′ N, 55° 0′ O / 47.283°N,55.000°O | Oceà Atlàntic          | |
| 6° 0′ N, 55° 0′ O / 6.000°N,55.000°O    | Surinam                | Passa a l'est de Paramaribo |
| 2° 35′ N, 55° 0′ O / 2.583°N,55.000°O   | Brasil                 | Pará Mato Grosso — des de 9° 33′ S, 55° 0′ O / 9.550°S,55.000°O Mato Grosso do Sul — des de 17° 38′ S, 55° 0′ O / 17.633°S,55.000°O             |
| 23° 57′ S, 55° 0′ O / 23.950°S,55.000°O | Paraguai               | |
| 26° 47′ S, 55° 0′ O / 26.783°S,55.000°O | Argentina              | |
| 27° 47′ S, 55° 0′ O / 27.783°S,55.000°O | Brasil                 | Rio Grande do Sul |
| 31° 18′ S, 55° 0′ O / 31.300°S,55.000°O | Uruguai                | |
| 34° 55′ S, 55° 0′ O / 34.917°S,55.000°O | Oceà Atlàntic          | |
| 60° 0′ S, 55° 0′ O / 60.000°S,55.000°O  | Oceà Antàrtic          | |
| 61° 2′ S, 55° 0′ O / 61.033°S,55.000°O  | Illes Shetland del Sud | Illa Elefant — reclamat per Argentina, Xile i Regne Unit                                                                                        |
| 61° 8′ S, 55° 0′ O / 61.133°S,55.000°O  | Oceà Antàrtic          | Passa a l'est de l'illa Joinville, Antàrtida (a 63° 18′ S, 55° 1′ O / 63.300°S,55.017°O)                                                        |
| 76° 30′ S, 55° 0′ O / 76.500°S,55.000°O | Antàrtida              | Antàrtida Argentina, reclamat per Argentina · Territori Antàrtic Xilè, reclamat per Xile · Territori Antàrtic Britànic, reclamat per Regne Unit |